# KUR Begleitwagen
Ab 1936 setzten die Kenya and Uganda Railways (KUR) auf langen Strecken spezielle Begleitwagen (Caboose) in Personenzügen ein.

## Geschichte
Auf den langen Hauptstrecken der KUR fuhr bis Mitte der 1930er Jahre immer eine zweite Mannschaft Lok- und Zugpersonal in einem älteren Personenwagen mit. Alle acht Stunden wurden Lokführer, Heizer und Zugführer einfach ausgetauscht und der Zug konnte ohne langen Aufenthalt weiterfahren.
1935 beschloss die KUR spezielle eigene Begleitwagen zu bauen. War bisher das Personal unabhängig von Position und Nationalität gemeinsam in einem Wagen untergebracht, gab es in den neuen Wagen jeweils eigene Abteile für Lokführer, Heizer und Zugführer. Zudem gab es getrennte Abteile für afrikanisches, asiatisches und europäisches Personal.
In den bahneigenen Werkstätten in Nairobi wurden 1936 die ersten acht Begleitwagen gebaut. Die Wagen waren aus Stahl gefertigt und innen mit afrikanischem Teakholz verkleidet. Jedes Abteil verfügte über eine eigene Dusche und WC sowie elektrisches Licht und Ventilatoren.

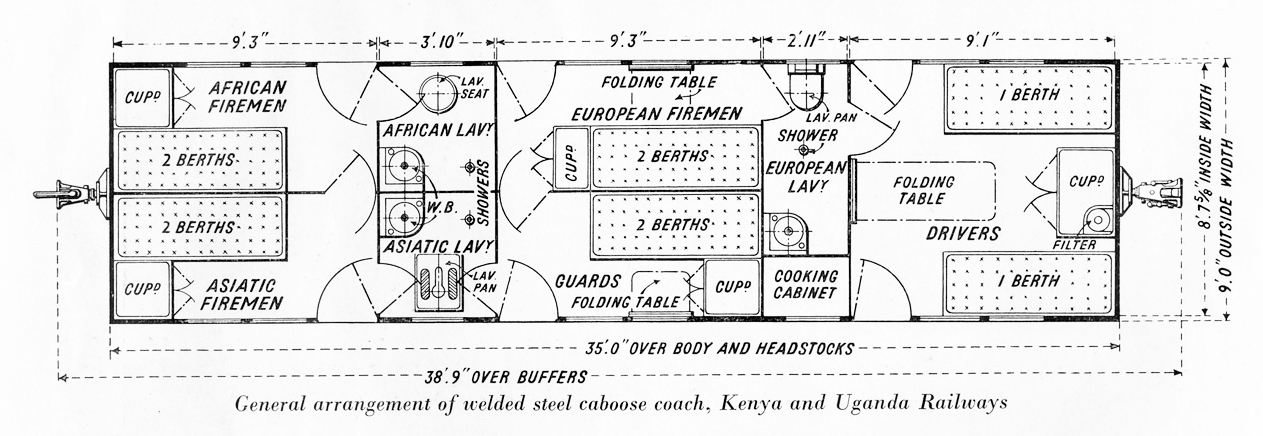
Der Grundriss zeigt die Aufteilung innerhalb der Wagen in der Ursprungsausführung von 1936.

Nach dem Zusammenschluss der KUR mit der Tanganyika Railway zu den East African Railways 1948 wurde die Einteilung geändert und nur noch zwischen Lokführern, Heizern und Zugführern unterschieden.
Wagen dieser Bauart waren mindestens bis Ende der 1960er Jahre im Einsatz.